# 이사도
이사도(李師道, ? ~ 819년)는 제나라의 마지막 왕이었다.

## 생애
할아버지 이정기는 고구려 유민 출신으로 아버지 이납과 형 이사고에 이르기까지 모두 당의 절도사로서 평로치청(지금의 산둥반도)의 번진을 다스렸다.
《구당서》는 이사도의 어머니는 장충지(張忠誌) 즉 성덕군절도사 이보신의 딸이라고 적고 있다. 당 헌종 원화(元和) 원년(806년) 윤6월 1일에 이사고는 어린 아들 대신 자신의 이복동생으로 어엿한 성인이었던 이사도에게 제나라의 왕위를 물려주었는데, 《자치통감》에는 어려서 이복형제로 이사고와 소원한 사이였던 이사도는 밖에서 나가 살면서 가난한 생활을 했고 나중에야 이를 알게 된 이사고가 그를 불러다 지밀주사(知密州事)의 임무를 맡겼는데, 지밀주사(知密州事)로서 이사도는 그림과 피리에 몰두하며 살았다. 《신당서》에는 이사고가 이사도에게 "대개 민간의 고민을 바로잡지 못하는 건 그들의 고민이 생계 문제(衣食)에서 시작된다는 것을 알지 못하기 때문이다(是不更民間疾苦，要令知衣食所從)"라고 훈계한 기록이 남아있다. 이사고는 죽기 전 판관 고목과 이공도(李公度)를 불러 "내가 죽은 뒤에 누구를 세웠으면 좋겠는가?"라고 물었고, 두 사람이 대답하지 않자 "인정으로 볼 때 사도가 낫지 않겠는가? 그는 융(戎)에게도 굴하지 않았고 재주도 스스로 닦은 자다. 그에게 내 뒤를 잇게 하리니 공들은 이를 헤아려주기 바란다."라는 말을 남기고 죽었고, 고목 등은 그의 죽음을 비밀에 붙이고 발상(發喪)도 하지 않은 채 이사고의 집안 노비를 시켜서 밀주(密州, 지금의 산동 성 제성(諸城)에 있던 이사도를 데려다 즉위시켰다고 적고 있다.
이사도가 이사고의 뒤를 이은 뒤에도 당 헌종은 그가 이사고의 직위를 세습하는 것을 허락하지 않았다. 이에 이사도는 휘하 장리들과 이를 의논하였는데, 군사적인 강경대응보다 온건하게 좀 더 기다려 보자는 고목의 주장에 따라 양세(兩稅)와 염법(鹽法)을 준수하며 당 조정에서 파견도 받아들일 것을 판관 최승총(崔承寵)과 공목관(孔目官) 임영(林英)을 보내 계속해 요청해왔다. 당 조정에서도 재상 두황상(杜黃裳)을 중심으로 이사도의 세력이 아직 안정되지 못한 것을 이용해 공격해야 한다는 주장도 나왔지만, 촉천(蜀川)에서 유벽이 발호하는 바람에 이 일은 무산되었다. 헌종은 원화 원년(806년) 7월에 마침내 이사도를 검교좌산기상시(檢校左散騎常侍) 겸 어사대부(禦史大夫)ㆍ권지운주사(權知鄆州事)ㆍ기치청절도유후(棄淄靑節度留後)로 임명하였지만, 절도사직은 주지 않았다.
원화 2년(807년) 6월, 이사도는 수도 운주(鄆州)에 사묘를 세우면서 죽은 증조부와 조부, 아버지 3대와 함께 형 사고의 신주를 모셨다.
원화 10년(815년)부터 헌종은 채(蔡) 땅의 회서절도사(淮西節度使) 오원제(吳元濟)를 토벌하는 등 독립번진에 대한 토벌을 시작했다. 오원제를 치기 위해 여러 절도사들의 군대를 끌어들이고 임시특별부대인 회서행영도통(淮西行營都統)을 조직하면서도, 이사도에게는 끝내 병사파병을 요청하지 않았다. 오원제의 요청을 받은 이사도는 왕승종(王承宗)과 함께 여러 번 표문을 올려 오원제를 구할 것을 청했지만 헌종은 허락하지 않았다. 이사도는 대장(大將)을 시켜 2천 인을 거느리고 수춘(壽春)으로 보냈는데, 입으로는 관군을 도와 오원제를 토벌한다고 하면서 실은 오원제를 도우려 한 것이었다(《자치통감》).
3월 16일, 이사도는 측근의 말을 따라 강(江)ㆍ회(淮)에서 거두어 들인 세금을 보관하던 낙양의 하음전운원(河陰轉運院)을 쳐서 수십여 명을 죽이고 불을 질러 하음전운원을 태워 버렸는데, 이때 30여만 꿰미나 되는 돈과 30여만 필의 비단이 불에 탔고, 3만 곡 가량의 곡식이 잿더미로 변했다( 《자치통감》). 《구당서》에는 "불타버린 채백이 20만 관필(貫匹)에 쌀은 2만 4천 8백 석, 창실(倉室)은 55칸"이라고 그 구체적인 피해액수를 명기하고 있다.
《구당서》에는 이사도가 이궐과 육혼(陸渾) 사이에 10여 곳에 많은 농토를 사들여 산붕(山棚, 화전민)들에게 나눠 주면서 그들을 끌어들여 사병을 조직하고, 천만 전의 돈을 내어 숭산의 불광사(佛光寺)를 운영하고 있었으며, 이때 낙양의 군사들이 모두 오원제를 막기 위해 이궐(伊闕)에 가있고 하음전운원을 지킬 병사 5백 명도 모두 현의 남쪽에 주둔해 있어 낙양의 방비가 허술하다는 정보를 낙양에 소재해 있던 자신의 진주원(進奏院)에서 얻었는데, 당시 중앙과 지방의 연락소 역할을 하던 진주원을 대부분 수도 장안에 두고 있던 것과는 달리 이사도의 진주원이 낙양에 있었던 것은 대체로 당시 중앙정부의 통치력이 미치는 번진은 장안에, 절도사가 독자권력을 행사하는 번진은 낙양에 진주원을 두고 있었기 때문으로 볼 수 있다는 지적이 있다. 《자치통감》은 이사도의 하음전운원을 공격한 것은 당나라가 채주를 치는 사이에 낙양을 차지, 혹은 당나라의 후방을 교란시키는 데에 목적이 있었다고 적고 있는데, 이때 군신들이 이사도를 쳐야 한다고 했지만 헌종은 허락하지 않았다고 한다.
나아가 이사도는 자신의 진주원 안에 병사를 그 저택 안에 숨겨놓고 낙양의 대궐을 점령할 계획까지 세웠지만, 소장(小將) 양진(楊進)과 이재흥(李再興)이 당시 낙양유수(洛陽留守) 여원응(呂元膺)에게 밀고하는 바람에 실패했다. 《구당서》에는 여원응이 이궐에 주둔한 병사들을 데려와 진주원을 포위했으나 병사들 중 아무도 함부로 나서서 공격할 생각을 하지 못했고, 적이 대로에서 대열을 정비해 처자들까지 데리고 나가는데도 방어하는 병사들은 추격하지도 못했다고 전하고 있다. 이들은 낙양의 건릉교로 건너간 뒤 건릉교를 파괴하고, 장하문(長夏門)을 빠져나가 낙양 교외의 창고를 약탈하고는 동쪽으로 이수(伊水)를 건너 숭산(嵩山)으로 들어갔다.
6월 3일 새벽에는 이사도가 양성한 숭산의 산붕 출신으로 자가진과 원찰 두 자객이 정안방(靖安坊) 동문으로 나오던 재상 무원형(武元衡)을 살해하였고, 어사중승(御史中丞) 배도(裴度)가 습격당했다(배도는 이때 도랑으로 떨어져 간신히 목숨을 부지할 수 있었다).
숭산으로 달아난 병사들은 다섯 달만인 8월에 붙잡혔는데, 《구당서》에는 사슴을 잡아 시장에 내다팔던 산붕이 자신이 잡은 사슴을 병사들에게 뺏긴 것에 앙심을 품고 달려와서 고발하여, 여원응이 그들을 계곡 안에 포위해 모두 붙잡았다. 이들 병사를 이끌던 수괴 중에는 여든 살 남짓의 중악사(中嶽寺)의 승려로 일찍이 사사명(史思明)의 휘하에 있었던 원정(圓靜)이라는 자도 있었다. 원정은 처형당하면서 "내가 일을 그르쳤으니 낙성(洛城)에서 피를 흘릴 수 없을 것이다."라고 한탄했다고 한다. 이때 이사도와 내통한 죄가 밝혀져 여원응에게 처벌된 자들 중에는 낙양유수의 어장(禦將)과 낙양의 도정역(都亭驛)과 감수역(甘水驛)의 역졸도 다수 포함되어 있었다.
원화 11년(816년) 12월에 이사도는 장안의 미앙궁(未央宮)과 비룡초장에 불을 지르고, 운주에는 새로운 궁전을 지었다.
무원형의 살해로 당 조정은 수도와 문까지의 모든 길목에 병사들을 배치하고, 재상의 호위가 금오위사(황궁 친위대)에게 위임되고, 원화 12년(817년) 2월에는 오가작통법과 같은 장안 내의 다섯 사람끼리 서로 보증시키게 하는 명이 내려졌다. 《구당서》는 이 제도를 만든 것에 대해 "이때 왕승종과 이사도가 용병의 세력을 믿고 사람을 시켜 능묘의 창을 꺾고 쌓여있는 문적을 불태우며 화살에 편지를 묶어 날려보내니 온나라가 공포에 떨었다. 미리 교란을 막기 위해 수색한 것이다(時王承宗、李師道欲阻用兵之勢, 遣人折陵廟之戟, 焚芻槁之積, 流矢飛書, 恐駭京國, 故搜索以防姦)."고 설명하고 있지만, 이사도가 토벌되고 나서 당군이 얻은 운주의 문서에서 이사도가 포(蒲)ㆍ동(潼)의 관리들에게 (이사도의 밀정이 마음대로 관문을 드나들도록 안배해준 것에 대한) 상을 준 일이 있었다는 것이 드러나기도 했다. 자객을 잡아오는 자에게는 전(錢) 1만 관과 함께 5품관을 내려주겠다는 현상금까지 걸렸지만 끝내, 범인은 잡히지 않았다. 무원형 암살 사건의 배후를 캐야 한다고 상소했던 백거이는 "간직(諫職)을 통하지 않고 직접 상소를 올린 월권죄"로 강주사마(江州司馬)로 좌천당하기도 했다.
원화 12년(817년) 10월에 오원제는 서주(徐州)의 무령군절도사(武寧軍節度使) 이소(李愬)에게 평정되었다. 오원제가 토벌되자 이사도는 자신이 관할하던 3개 주의 땅을 당조에 할양하고 장남 홍방도 인질로 보내려 했지만 곧 철회하였다. 기록에는 이사도의 첩이었던 포대저(蒲大姐)와 원칠랑(袁七娘)이라는 두 여자가 나서서 말리는 바람에 이사도가 그 말을 듣게 된 것이라고 전하고 있다. 헌종은 곧장 군을 내어 토벌하는 대신 사신을 보내 말을 번복한 이유만 물었을 뿐이었다.
원화 13년(818년) 가을, 가을에 헌종은 제(制)를 내려서 이사도의 죄상을 열거하며 선무(宣武), 위박(魏博), 무령(武寧), 횡해(横海) 등의 절도사들에게 이사도를 칠 것을 명령한다. 7월에 창주절도사(滄州節度使) 정권(鄭權)이 제주(齊州) 복성현(福城縣)에서 이사도의 군을 깨뜨리고 5백여 급을 참수하였으며, 9월에는 선무절도사 한홍(韓弘)이 병사를 이끌고 제나라의 서쪽 조주(曹州, 지금의 산동 반도 菏泽)를 공격해 빼앗았고, 회남절도사 이이간(李夷簡)과 그 휘하의 초주자사 이청(李聽)이 해주를 공격했다. 정권(鄭權)이 치청의 병사를 제주(齊州)에서, 전홍정(田弘正)은 동하(東河)에서 쳐부수었다. 10월에는 서주절도사 이소와 병마사(兵馬使) 이우(李祐)가 연주(兗州)의 어대현(魚臺縣)에서 다시 이사도의 병사 3천여 인을 죽였다. 12월에 이사도의 장수 하후징(夏侯澄) 등 47인이 붙잡혔을 때, 헌종은 조를 내려 용서하고 모두 위박(魏博) 및 의성군(義成軍)에 맡겨 부리게 하면서, 돌아가기를 청하는 자가 있으면 곧 노자를 주고 풀어주었다(《구당서》). 이때 내린 조서에서 헌종은 이사도 세력을 가리켜 「고구려의 흉악한 무리(麗兇黨)」라고 부르고 있다.
원화 14년(819년) 정월 8일, 서주 무령군이 금향(金鄕)에서 이사도의 군사 2만 명을 쳐부수었다. 17일에는 전홍정이 이끄는 위박군이 이사도의 군사 5만을 동아(東阿)에서 쳐부수었는데, 이사도는 양곡(陽谷)에 주둔하고 있던 치청도지병마사 유오(劉悟)를 시켜 5만 군사로 전홍정에 맞서게 했지만 패하였으며 27일에는 양곡에서도 패했다. 한편 《삼국사기》에는 헌종이 운주절도사 이사도의 반란을 평정하기 위해 헌덕왕 11년(819년) 7월에 신라에 원군을 파견을 명령하였고 신라에서는 순천군의 장군 김웅원에게 갑병 3만을 주어 가서 돕게 하였다고 기록하고 있다.
이사도의 대장으로 있던 유오는 전홍정의 공격에 패하고 이사도가 자신을 불러들여 처벌할 것이라고 생각해 두려워하다가, 2월 6일 밤중에 이사도에게 바칠 추첩(追牒)을 가지고 왔다는 핑계로 운주성의 서쪽 문으로 들어가 사방에 불을 질렀다. 이사도는 자신의 형수에게 유오가 반란을 일으켰는데 조상의 사당을 지켜야 한다고 고한 뒤 아들 홍방과 함께 사당으로 갔다가 붙잡혔다. 《당서》에는 붙잡힌 이사도가 유오를 만나려 했지만 병사들은 "죄인의 몸으로 누굴 만난단 말인가" 라며 허락하지 않았고, 아들 홍방이 "그럼 빨리 죽여라!"라고 외쳤다. 유오의 병사들은 그 자리에서 이사도 부자를 죽이고 그 목을 장안으로 보냈다고 한다.
《당서》에는 이사도 부자가 처형된 뒤 그 시신은 운주 길바닥에 아무렇게나 내버려져 있었는데, 영수(英秀)라는 사람이 시신들을 염해서 운주성 왼편에 가져다 놓았다가 3월 3일에 운복조등주관찰등사로 부임해온 마총(馬總)이 사대부(士大夫)의 예로 장례를 지냈다고 적고 있다. 이사도의 아내 위(魏)씨와 어린 아들은 액정의 노비로 떨어지고, 사촌동생 이사현(李師賢)과 이사지(李師智)는 춘주(春州, 지금의 중국 광둥성), 조카 이홍손(李弘巽)은 뇌주(雷州, 광둥 성 최남단)로 유배되었다.

## 이사도가 등장하는 작품
- 《해신》(KBS, 2004년~2005년, 배우 : 한상혁)